# Шликенридер, Петер
Петер Шликенридер (нем. Peter Schlickenrieder; род. 16 февраля 1970, Тегернзе, Бавария, ФРГ) — немецкий лыжник, выступавший за сборную Германии с 1992 по 2002 год. Участвовал в зимних Олимпийских играх Солт-Лейк-Сити 2002 и выиграл серебряную медаль в индивидуальном спринте 1,5 км.
Лучший результат на чемпионатах мира Шликенридер показал в 2001 году, всё в том же индивидуальном спринте приехав шестым. На Кубке мира в составе сборной дебютировал 11 января 1992 в итальянском городе Конь и впоследствии пять раз получал подиум этого турнира, в его послужном списке два вторых места и три первых. Закончил карьеру в 2002 году сразу после Олимпийских игр.
В соавторстве с Кристофом Элберном выпустил книгу «Лыжный спорт». В первой части книги Петер повествует о собственной профессиональной истории, рассказывает об экипировке для зимних и летних тренировок, технике передвижения на лыжах и смазке лыж. Вторая, практическая часть, содержит информацию о проверенных методах подготовки, полезные советы и интересные истории из личного опыта автора, а также индивидуальные тренировочные программы для физкультурников, разрядников и профессионалов.